# Эндрюс, Уильям Генри
Уильям Генри Эндрюс (англ. William Henry Andrews; 20 апреля 1870, Суффолк — декабрь 1950) — деятель рабочего и коммунистического движения Южной Африки, генеральный секретарь Коммунистической партии Южной Африки в 1921—1925 годах, национальный председатель КПЮА в 1938—1949 годах.

## Биография
Родился в Лейстоне, Великобритания, в семье рабочего. В 1890 году вступил в Объединённое общество машиностроителей (ООМ, en:Amalgamated Society of Engineers).
В Южную Африку переселился в 1893 году. В 1890-х работал железнодорожным слесарем, рабочим на золотых рудниках Уэст-Ранда. Проявив себя как выдающийся профсоюзный деятель, в 1894 году стал официальным южноафриканским организатором профсоюза ООМ в Южной Африке, председателем Витватерсрандского совета трудящихся (en:Witwatersrand Trades and Labour Council) и Политической рабочей лиги (en:Political Labour League) в 1905 году, Комитета по представительству трудящихся (en:Labour Representation Committee) в 1906 году.
В 1909 году стал первым председателем Южноафриканской лейбористской партии (ЛП; South African Labour Party – SALP). Принял активное участие в создании Союза промышленных и торговых рабочих (Industrial and Commercial Workers' Union). В 1912 году на дополнительных выборах в Джорджтауне на западе Капской колонии был избран в парламент от Лейбористской партии. В эти годы становится широко известен как талантливый организатор и яркий оратор, выступая в парламенте и позднее в Провинциальном совете за улучшение условий и прав рабочих. Он инициировал первый законопроект, предоставляющий право голоса женщинам Южной Африки.
После начала Первой мировой войны в силу антивоенных взглядов порвал с Лейбористской партией (сентябрь 1915), отказавшись поддержать военную инициативу Боты-Смэтса. В 1915 году, не будучи переизбранным в парламент, был избран первым председателем Международной социалистической лиги, которую создали вышедшие из ЛП социалисты – противники войны (в 1921 году Лига стала одной из составляющих Коммунистической партии). В 1918 году посетил Британию, где на него произвело сильное впечатление движение рабочих представителей.
В 1921 году стал первым генеральным секретарём Коммунистической партии Южной Африки, а в 1922 (недоступная ссылка) – редактором партийной газеты «The International». В ноябре 1922 года на Четвёртом конгрессе Коминтерна был избран в Исполнительный комитет Коммунистического интернационала и большую часть следующего года провёл в Москве.
В 1924 году был избран первым председателем Южноафриканской ассоциации наёмных работников, преобразованной в 1925 году в Южноафриканский конгресс профсоюзов.
В 1920-е годы последовательно выступал за полноценное участие негров в деятельности политических организаций и за объединение белых и чёрных рабочих против общего врага, но занимал позицию, что КПЮА не должна основные усилия направлять на организацию чёрных южноафриканцев, на почве чего с 1925 года в результате борьбы с Сидни Бантингом отдалился от партийной деятельности.
В 1931 году был официально исключён из КПЮА по обвинению в «социальном шовинизме», но в 1938 году восстановлен в партии. В 1940-е годы занимал пост председателя Центрального комитета.
Умер в декабре 1950 года от сердечного приступа.

## Семья
Имел двоих сыновей и дочь Вирджинию, ставшую известной писательницей, художником, иллюстратором.